# Târgu Lăpuș
Târgu Lăpuș, cunoscut în regiune și sub numele vechi, Lăpușu Unguresc, (în maghiară Magyarlápos, în germană Laposch) este un oraș în județul Maramureș, Transilvania, România, format din localitatea componentă Târgu Lăpuș (reședința), și din satele Boiereni, Borcut, Cufoaia, Dămăcușeni, Dobricu Lăpușului, Dumbrava, Fântânele, Groape, Inău, Răzoare, Rogoz, Rohia și Stoiceni.
Are o populație de 11.744 locuitori (2011). Suprafața teritoriului său administrativ este de 24.735 hectare, ceea ce reprezintă 3,98% din suprafața totală a județului Maramureș. În apropierea orașului există mai multe așezăminte monahale.

## Etimologie
Etimologia numelui localității: din Târg (< subst. târg "oraș mic" < sl. trŭgŭ) + Lăpuș (din subst. lăpuș „brusture”).

## Istoric
Numele vechi a localității este Lăpușul Unguresc.
Localitatea Târgu Lapuș este atestată documentar din anul 1291 (poss. Laps).. Fiind situată într-o zonă de interferență, la confluența unor căi de comunicație zonale, localitatea a devenit târg al zonei, motiv pentru care s-a dezvoltat progresiv, devenind un centru comercial, cultural, folcloric pentru zona bazinului superior al râului Lăpuș, denumită generic și Țara Lăpușului. În 1622 a fost înființată la Târgu-Lăpuș prima școală din zonă, a cărei clădire a fost distrusă de tătari în 1657. În 1821, la Târgu Lăpuș au fost înființate două școli elementare confesionale, una românească, greco-catolică, și una maghiară, iar în 1858 a început construirea unei școli cu predare în limba germană.
În perioada interbelică a fost reședința plasei Lăpuș din județul Someș. Ulterior, în anul 1968, localitatea a fost declarată oraș.

## Localități componente
În componența orașului Târgu Lăpuș intră și următoarele sate, dispuse radial față de orașul de reședință:
- Boiereni – este situat în partea de sud a orașului, la o distanță de 12 km față de orașul de reședință.
- Borcut – este situat în partea de nord a orașului, la o distanță de 4 km.
- Cătun – este situat în partea de vest a orașului, la o distanță de 3 km.
- Cufoaia – este situat în partea de nord-vest a orașului, la o distanță de 5 km.
- Dămăcușeni (în maghiară Domokos) – este situat în partea de est a orașului, la o distanță de 7 km.
- Dobricu Lăpușului – este situat în partea de nord a orașului, la o distanță de 12 km.
- Dumbrava – este situat în partea de nord a orașului, la o distanță de 4 km.
- Fântânele – este situat în partea de vest a orașului, la o distanță de 14 km.
- Groape – este situat în partea de nord a orașului, la o distanță de 11 km.
- Inău – este situat în partea de nord a orașului, la o distanță de 8 km.
- Răzoare – este situat în partea de vest a orașului, la o distanță de 4 km.
- Rogoz – este situat în partea de est a orașului, la o distanță de 8 km.
- Rohia – este situat în partea de sud a orașului, la o distanță de 8 km.
- Stoiceni – este situat în partea de nord a orașului, la o distanță de 7 km.

## Demografie
Componența etnică a orașului Târgu Lăpuș
     Români (77,79%)
     Maghiari (9,53%)
     Romi (1,04%)
     Alte etnii (0,06%)
     Necunoscută (11,57%)
Componența confesională a orașului Târgu Lăpuș
     Ortodocși (66,17%)
     Reformați (9,21%)
     Penticostali (6,81%)
     Greco-catolici (2,59%)
     Romano-catolici (1,9%)
     Alte religii (1,07%)
     Necunoscută (12,26%)
Conform recensământului efectuat în 2021, populația orașului Târgu Lăpuș se ridică la 11.163 de locuitori, în scădere față de recensământul anterior din 2011, când fuseseră înregistrați 11.744 de locuitori. Majoritatea locuitorilor sunt români (77,79%), cu minorități de maghiari (9,53%) și romi (1,04%), iar pentru 11,57% nu se cunoaște apartenența etnică. Din punct de vedere confesional, majoritatea locuitorilor sunt ortodocși (66,17%), cu minorități de reformați (9,21%), penticostali (6,81%), greco-catolici (2,59%) și romano-catolici (1,9%), iar pentru 12,26% nu se cunoaște apartenența confesională.

### Evoluție istorică
Conform datelor recensământului din 1930 Târgu Lăpuș avea 2.378 de locuitori, dintre care 927 unguri, 689 evrei, 678 români, 66 rromi, 6 germani, 4 poloni și 2 armeni. Sub aspect confesional populația era alcătuită din 689 membri ai cultului mozaic, 624 reformați (calvini), 530 greco-catolici, 275 ortodocși, 253 romano-catolici, 4 luterani, 2 armeano-catolici și 1 unitarian.
|  | Graficele sunt indisponibile din cauza unor probleme tehnice. Mai multe informații se găsesc la Phabricator și la wiki-ul MediaWiki. |

Date: Recensăminte sau birourile de statistică - grafică realizată de Wikipedia

## Politică și administrație
Orașul Târgu Lăpuș este administrat de un primar și un consiliu local compus din 17 consilieri. Primarul, Andrei-Vlad Herman[*], de la Partidul Național Liberal, este în funcție din 1 noiembrie 2024. Începând cu alegerile locale din 2024, consiliul local are următoarea componență pe partide politice:
|  | Partid                                 | Consilieri | Componența Consiliului | Componența Consiliului | Componența Consiliului | Componența Consiliului | Componența Consiliului | Componența Consiliului | Componența Consiliului |
|  | -------------------------------------- | ---------- | ---------------------- | ---------------------- | ---------------------- | ---------------------- | ---------------------- | ---------------------- | ---------------------- |
|  | Partidul Național Liberal              | 7          |                        |                        |                        |                        |                        |                        |                        |
|  | Partidul Social Democrat               | 6          |                        |                        |                        |                        |                        |                        |                        |
|  | Uniunea Democrată Maghiară din România | 2          |                        |                        |                        |                        |                        |                        |                        |
|  | Alianța pentru Unirea Românilor        | 2          |                        |                        |                        |                        |                        |                        |                        |

## Obiective turistice
- Rezervația naturală “Cheile Lăpușului (între Groapele și Împreunături)” (25 ha). Defileul Lăpușului începe din localitatea Răzoare și are o lungime de 28 km, sfârșindu-se în apropierea localității Remecioara. Cheile Lăpușului oferă posibilitatea practicării de sporturi extreme: rafting, pescuit sportiv, zonă de campare.
- Asociatia de Vanatoare si Pescuit Sportiv Diana-Transilvania cu fondurile cinegetice 16 Botiza si 46 Manastur
- Muzeul Florian, la 10 km de orașul Târgu Lăpuș, înspre localitatea Cernești. O poiană care găzduiește lucrări de sculptură în aer liber.
- Popasul Vanatorului - situat pe DN 18B, la 7 km spre Baia Mare, pe dealul "Pietris" este un loc de popas unde se pot servi minuturi si specialitati din vanat, preparate traditional.
- Mănăstirea Rohia
- Lacul Lighet
- Ciceu Caffe
- Pensiunea Casa Tamas

## Personalități
- Ferenc Benkő (1745-1816), pastor reformat și mineralog

## Biserici
- Biserica ortodoxă (vechea biserică greco-catolică) cu hramul "Sfinții Arhangheli Mihail și Gavril" (ridicată între 1906-1912)
- Biserica romano-catolică cu hramul "Înălțarea Sfintei Cruci" (ridicată în 1752)
- Biserica greco-catolică cu hramul "Buna Vestire" (sfințită în 2 octombrie 2011)
- Biserica reformată (ridicată între 1839-1863)
- Biserica penticostală "Betel" (construită în 1979)
- Biserica baptistă "Sfânta Treime"
- Biserica ortodoxă, nouă, cu hramul "Înălțarea Domnului" (sfințită la 12 iulie 2003)
- Sala Regatului a Martorilor lui Iehova

## Vezi și
- Biserica de lemn "Sf. Arhangheli" din Rogoz
- Biserica de lemn "Sf. Paraschiva" din Rogoz
- Biserica de lemn "Sf. Arhangheli" din Boiereni
- Biserica de lemn "Sf. Nicolae" din Boiereni
- Biserica de lemn din Cufoaia
- Biserica de lemn "Intrarea în Biserică" din Dobricul Lăpușului
- Biserica de lemn "Sf. Arhangheli" din Dobricul Lăpușului
- Biserica de lemn din Dumbrava, Lăpuș
- Biserica de lemn din Fântânele, Maramureș
- Biserica de lemn din Groape
- Biserica de lemn din Inău (Târgu Lăpuș)
- Biserica de lemn din Glod (Gâlgău)
- Biserica de lemn "Sf. Dumitru" din Răzoare
- Cheile Lăpușului (sit de importanță comunitară)

## Galerie de imagini

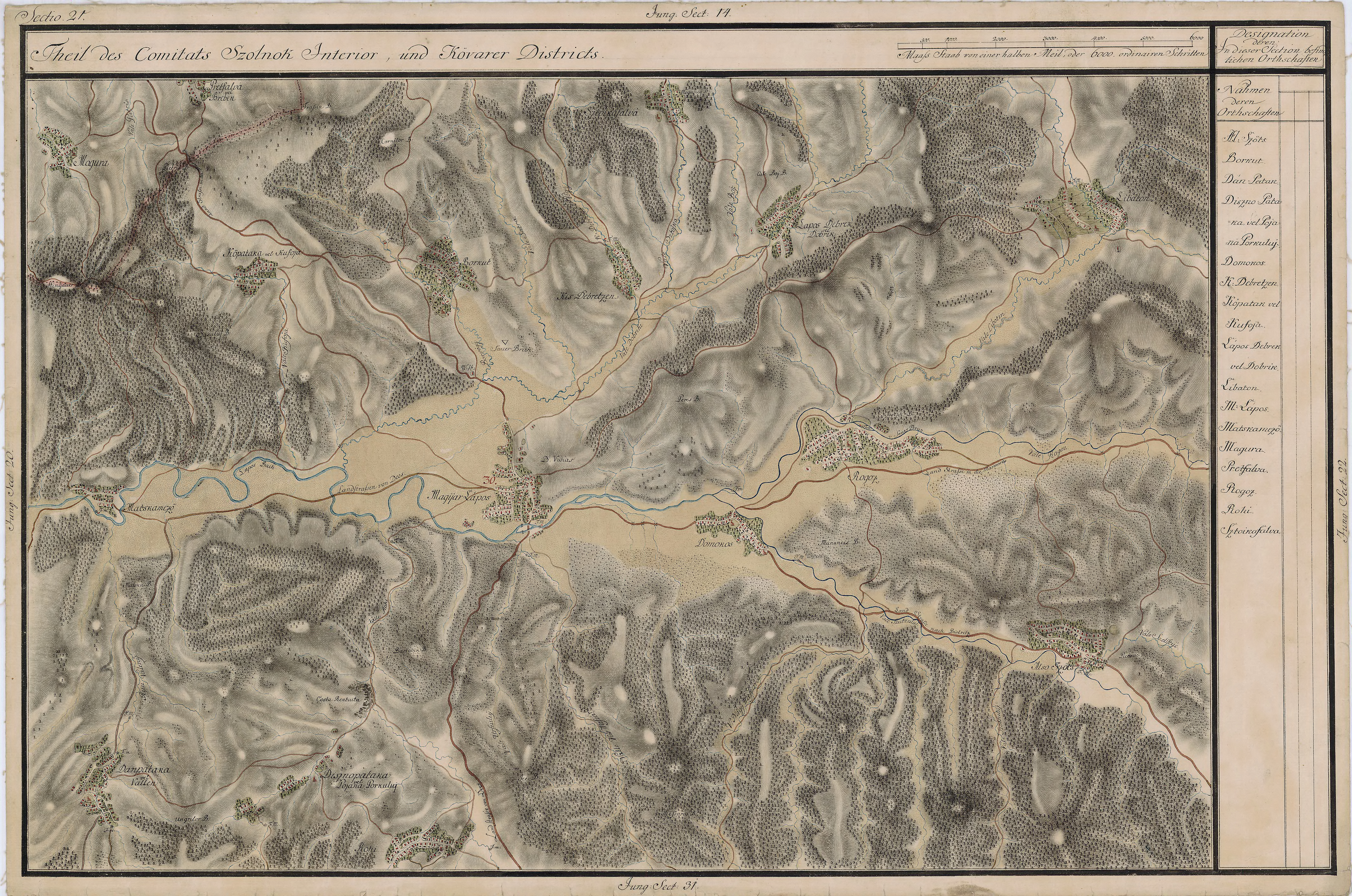
Harta topografică Franciscană-Iozefină
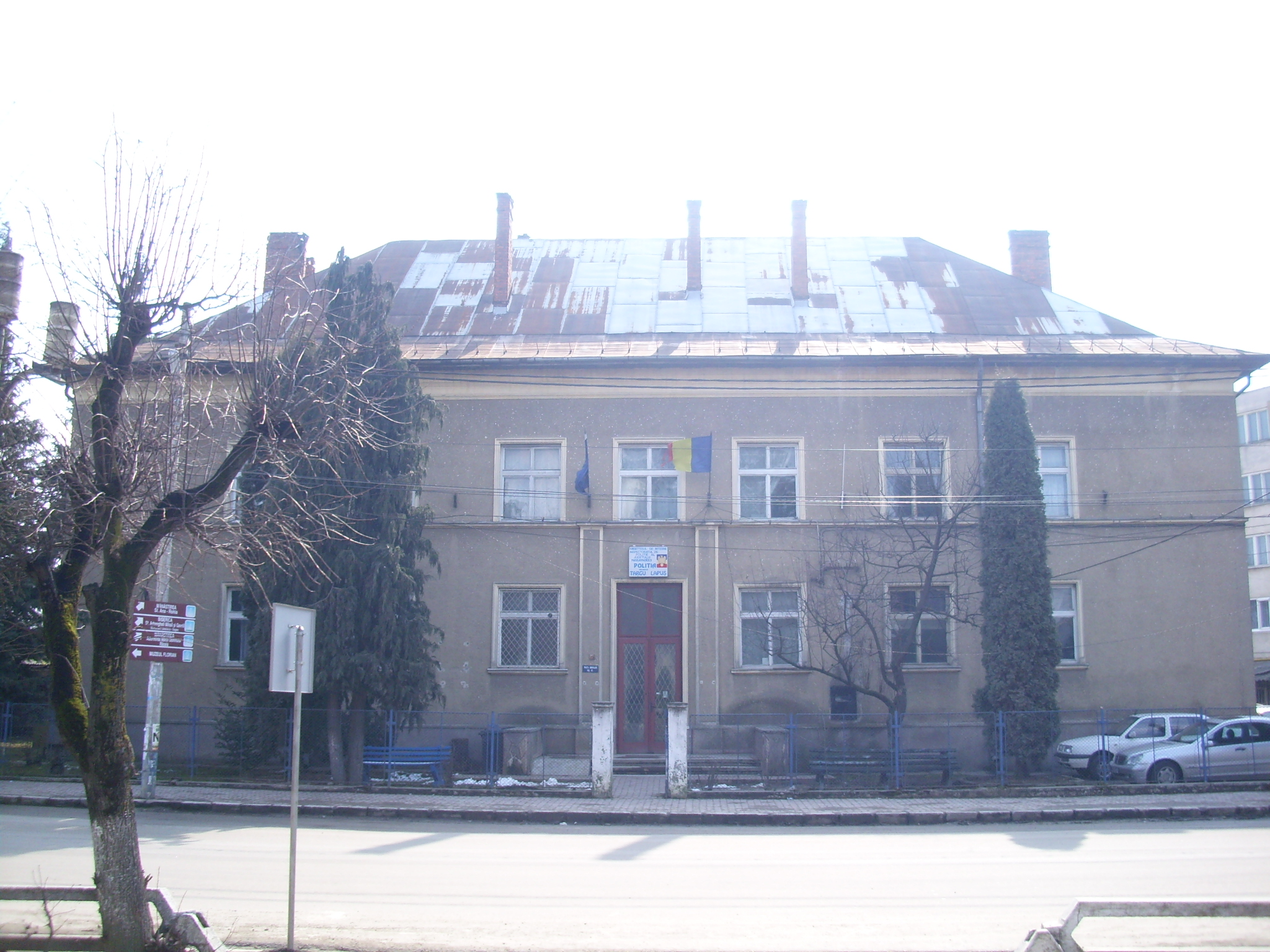
Sediul poliției
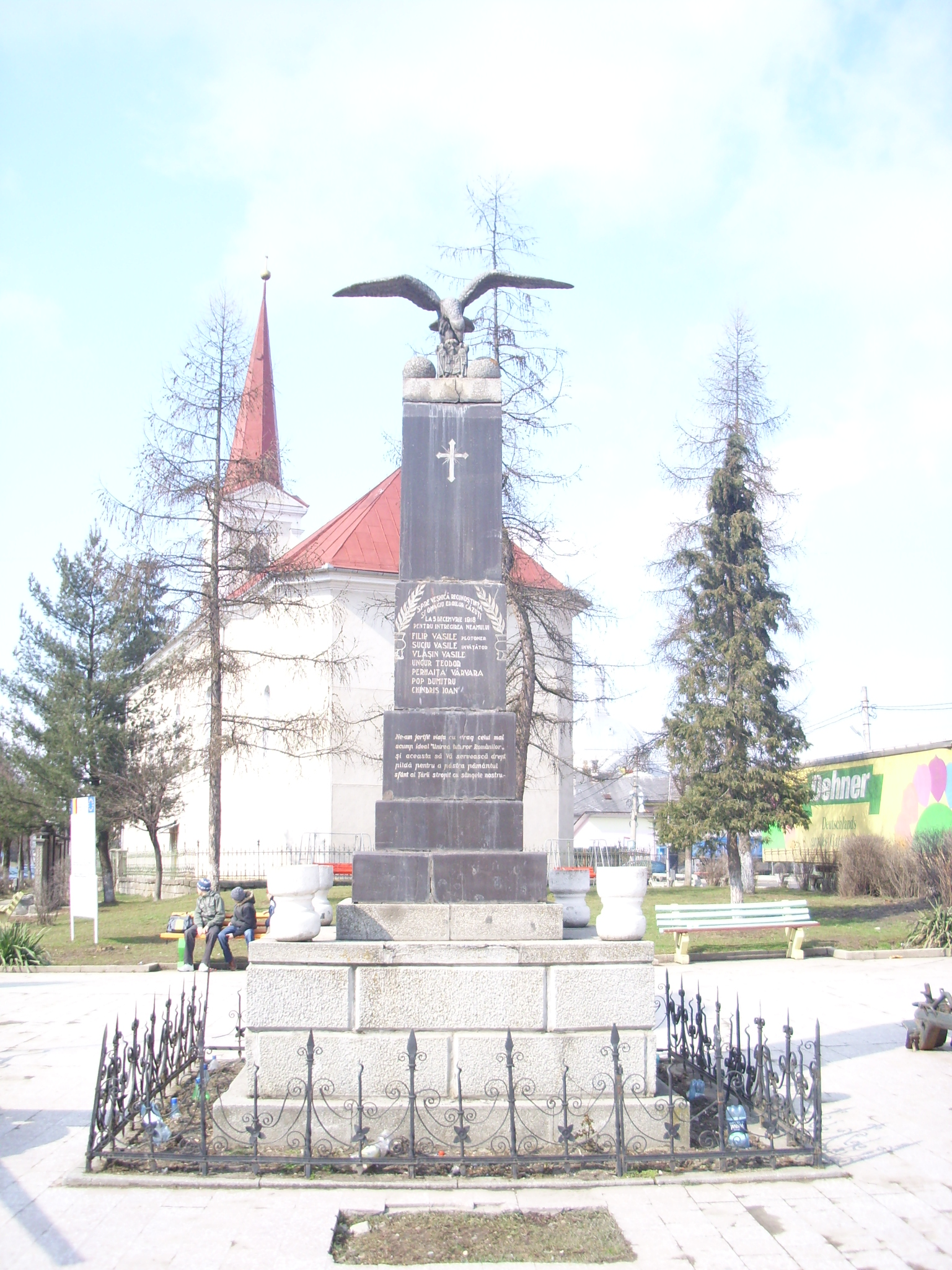
Monumentul Unirii
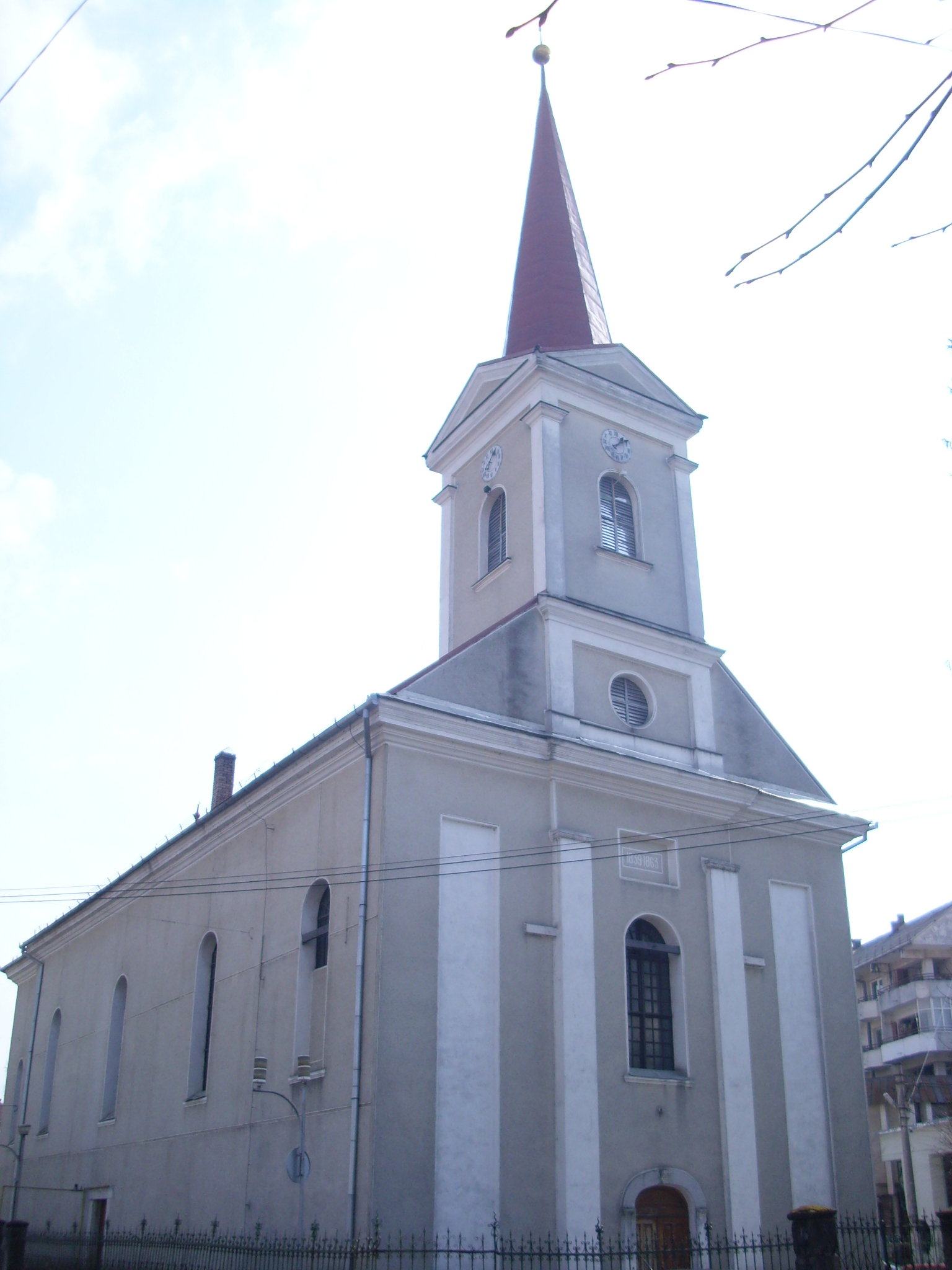
Biserica reformată
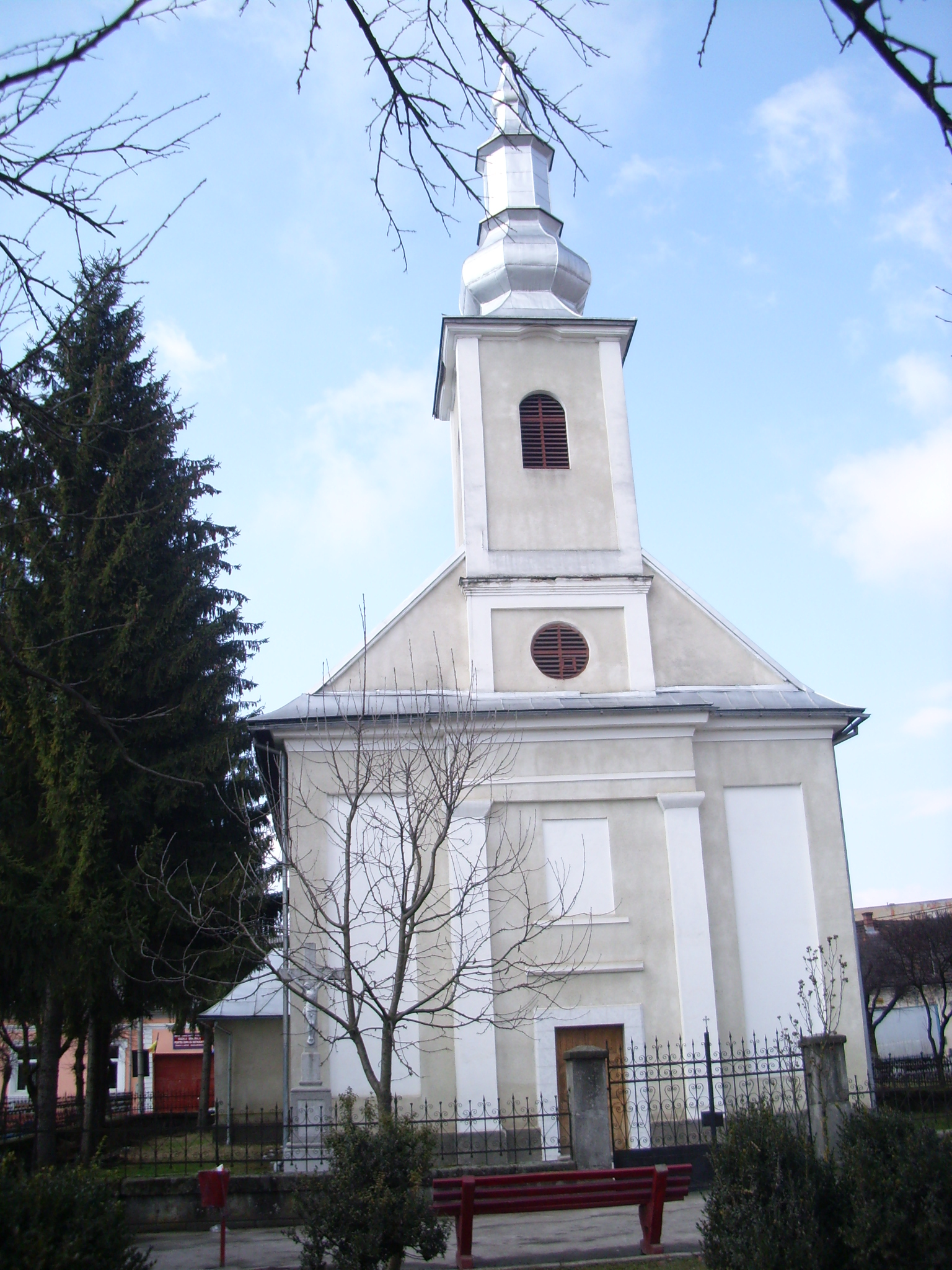
Biserica romano-catolică
Cheile Lăpușului
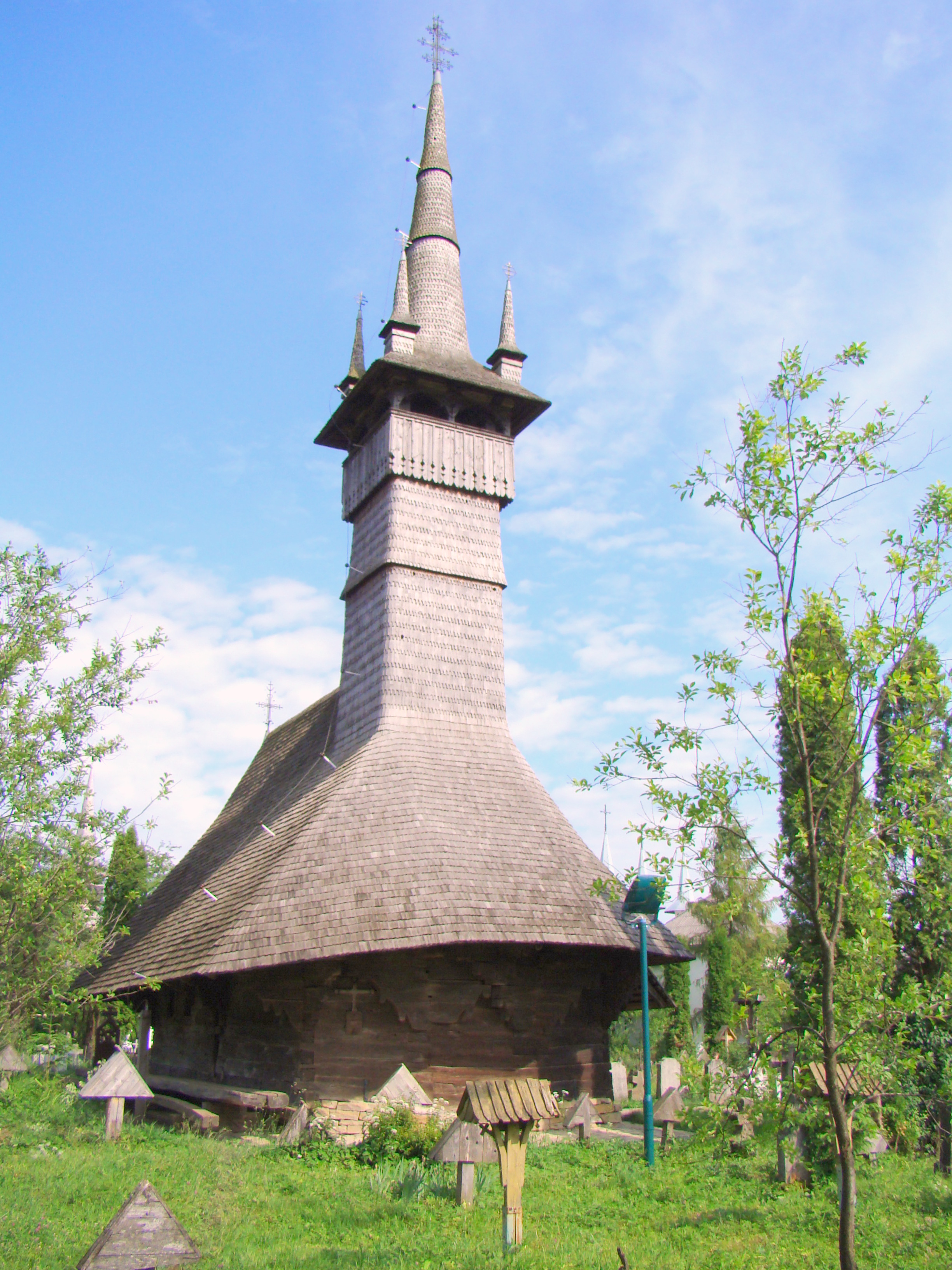
Biserica de lemn "Sf. Arhangheli" din Rogoz

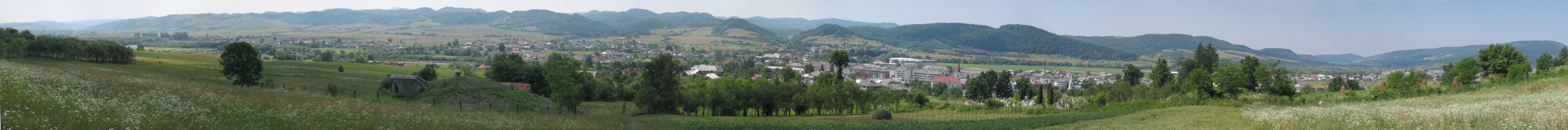
Vedere panoramică a orașului Târgu Lăpuș, județul Maramureș.

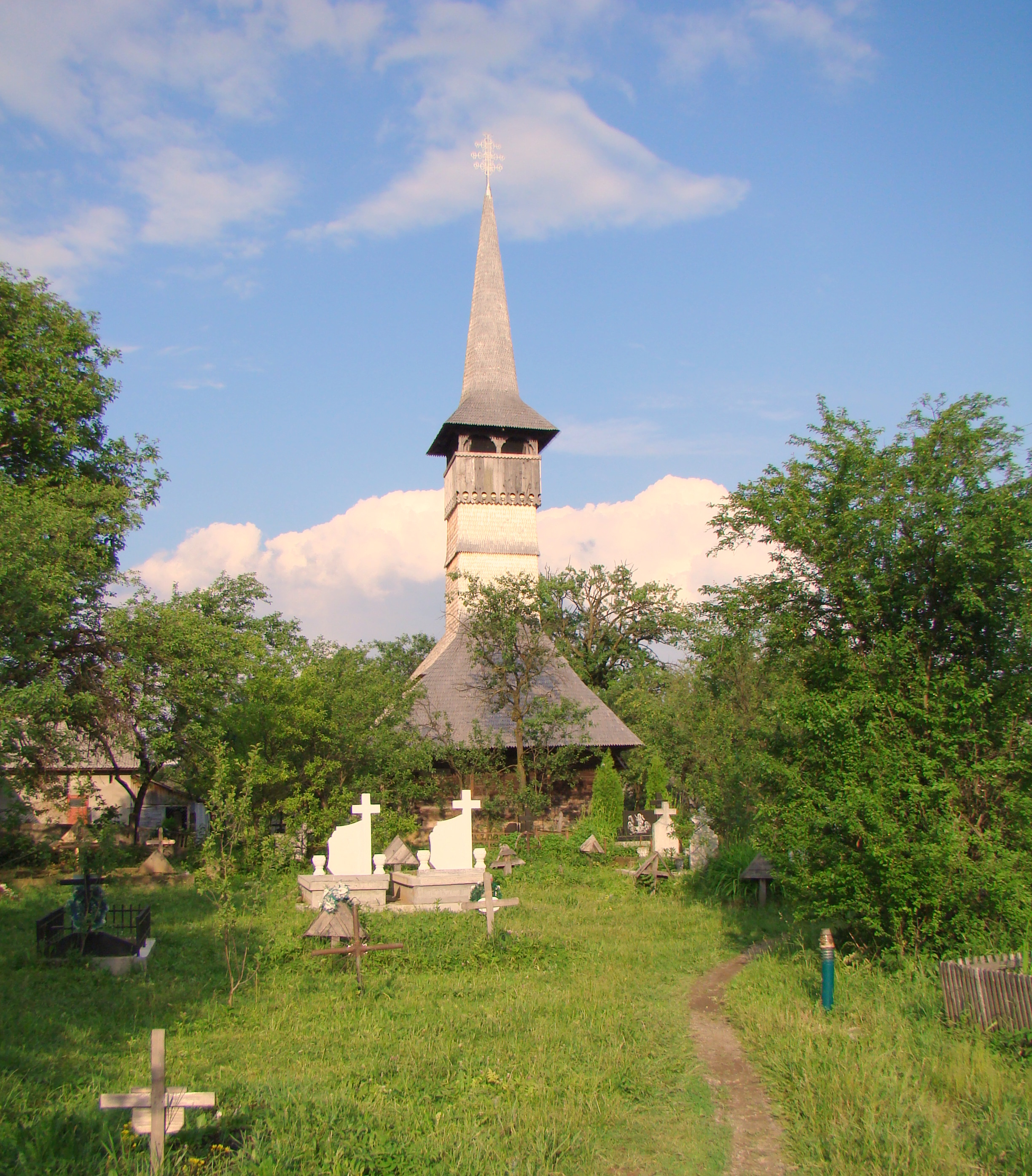
Biserica de lemn "Sf. Paraschiva" din Rogoz
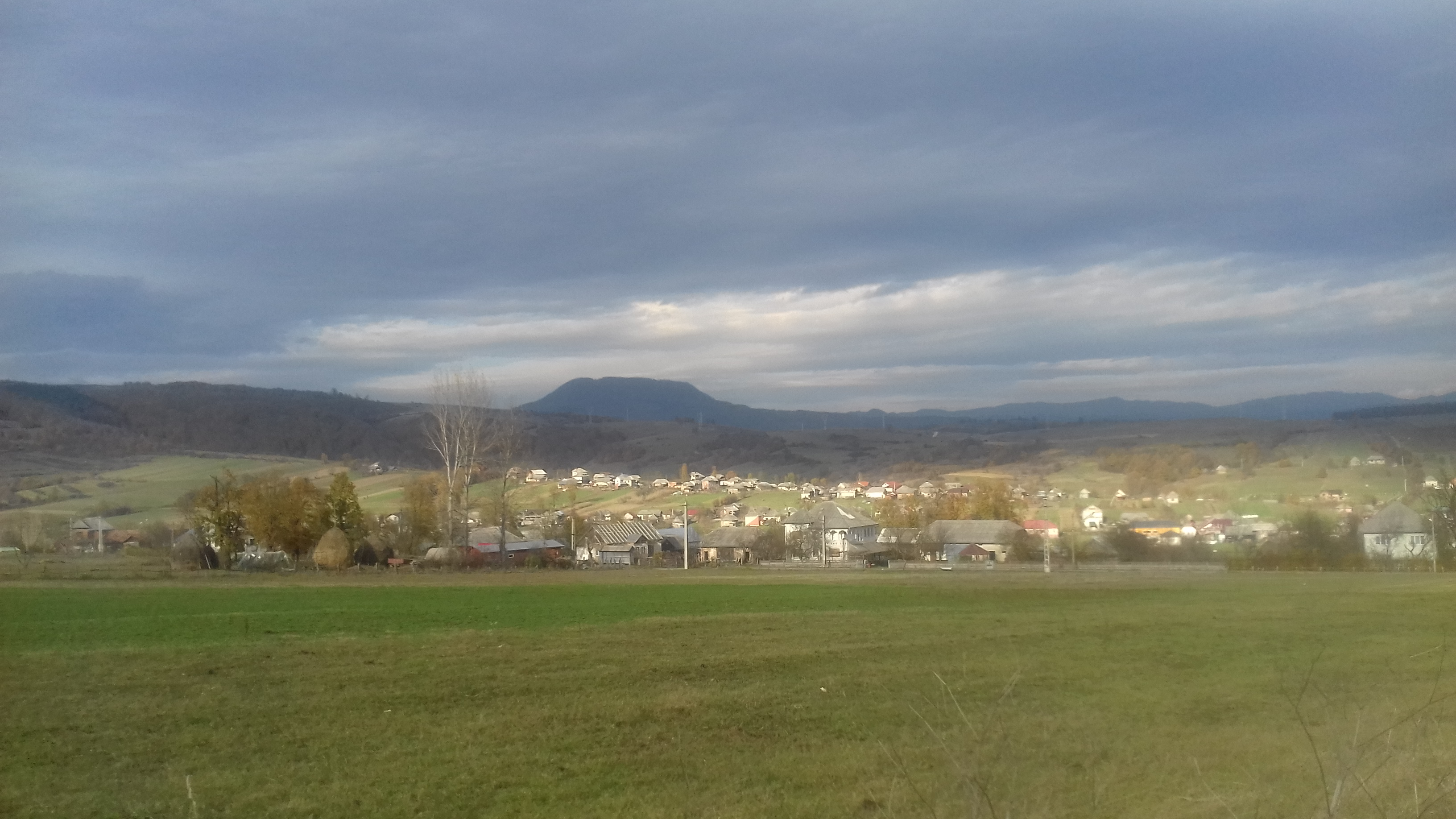
Satul Borcut
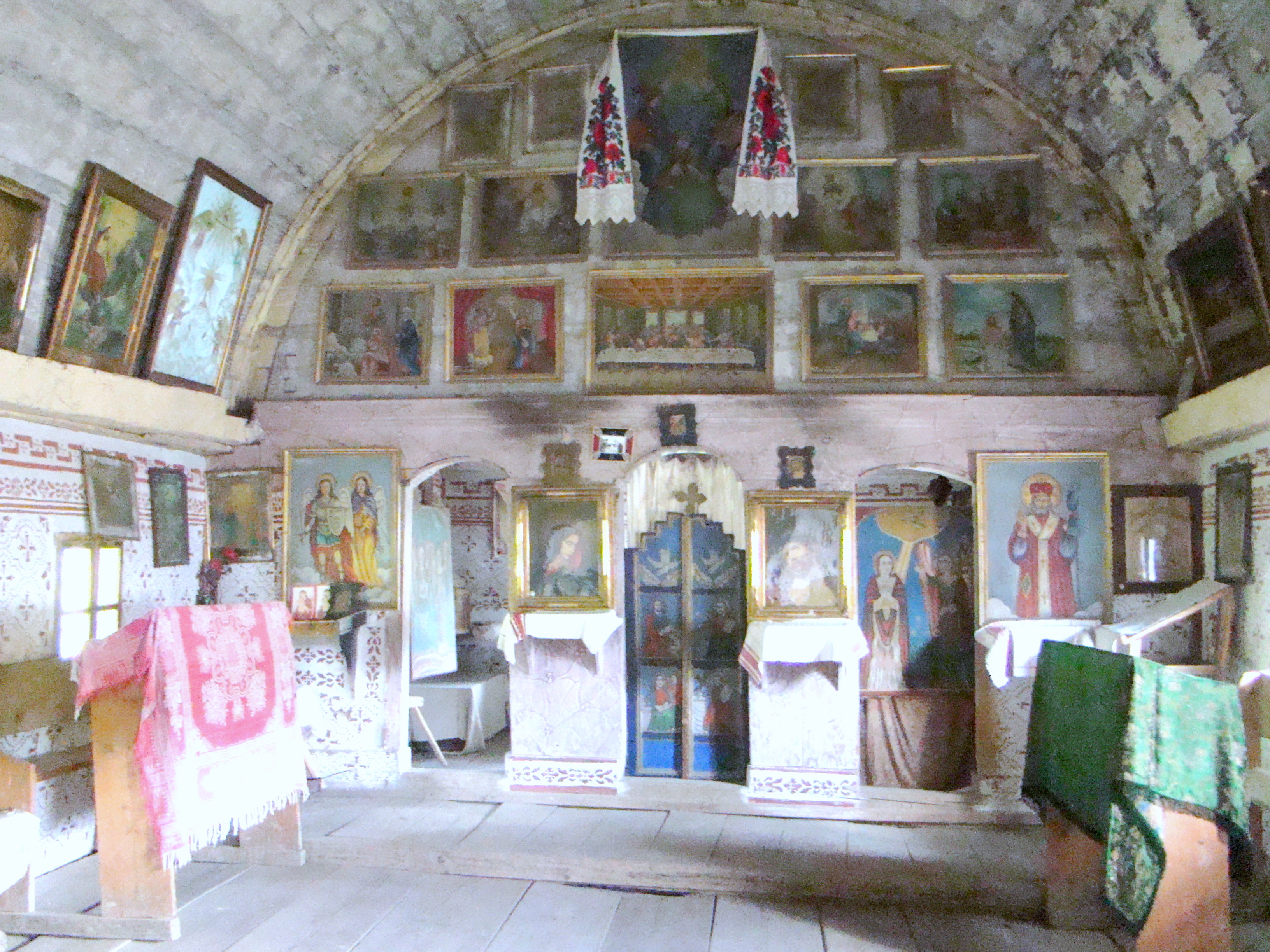
Biserica de lemn "Sf. Arhangheli" din Boiereni
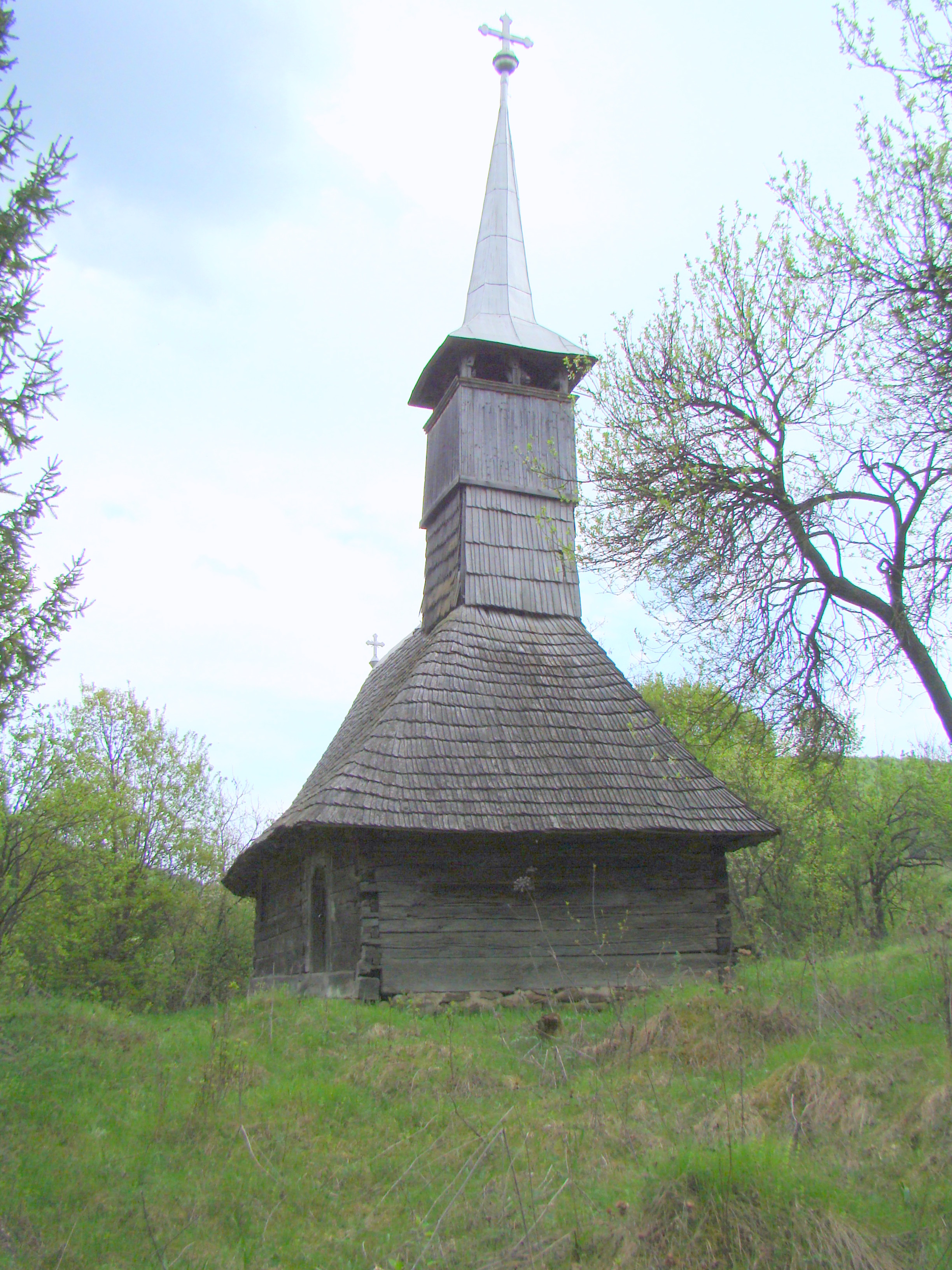
Biserica de lemn "Sf. Nicolae" din Boiereni
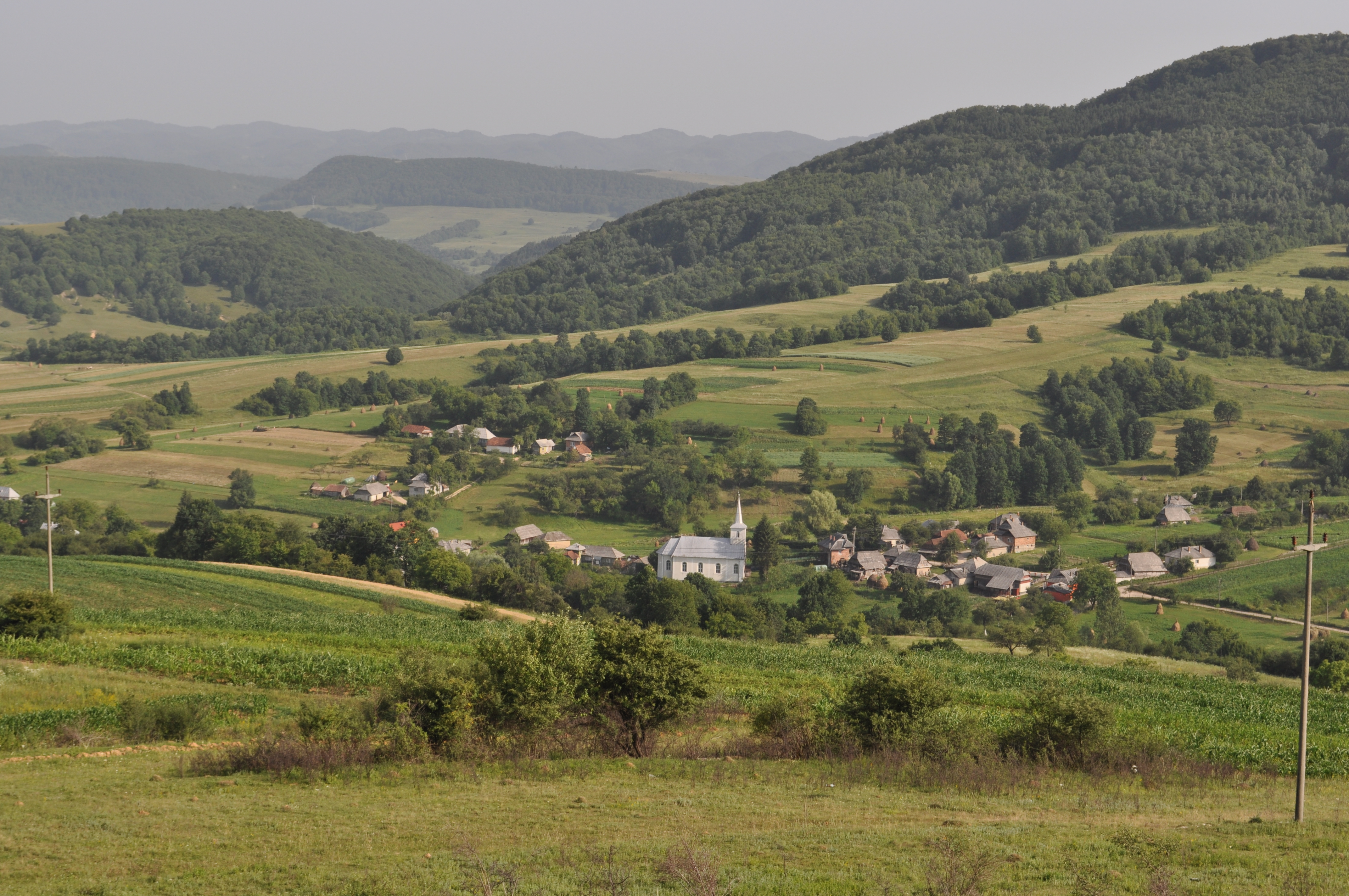
Satul Cufoaia
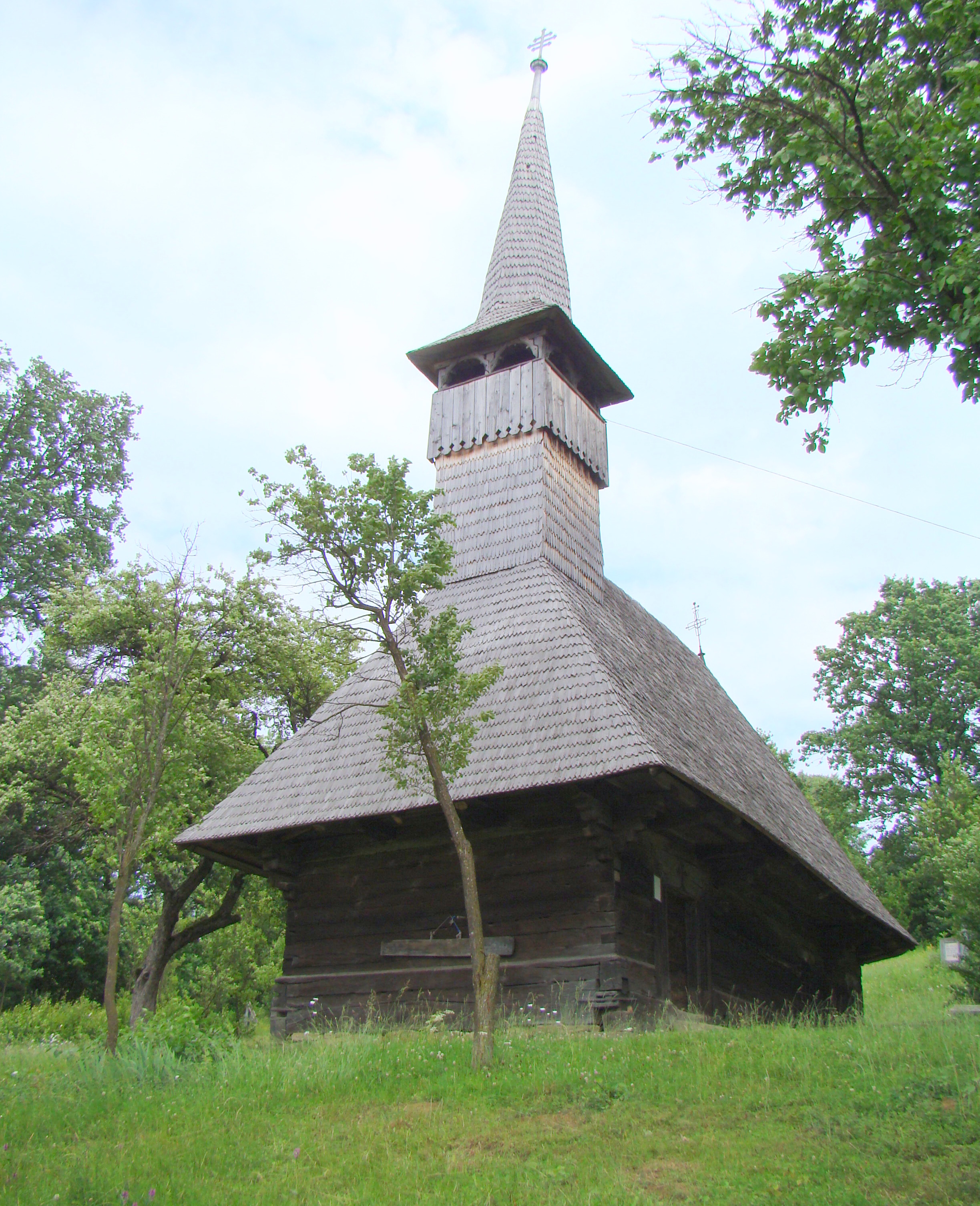
Biserica de lemn "Intrarea în Biserică" din Dobricul Lăpușului
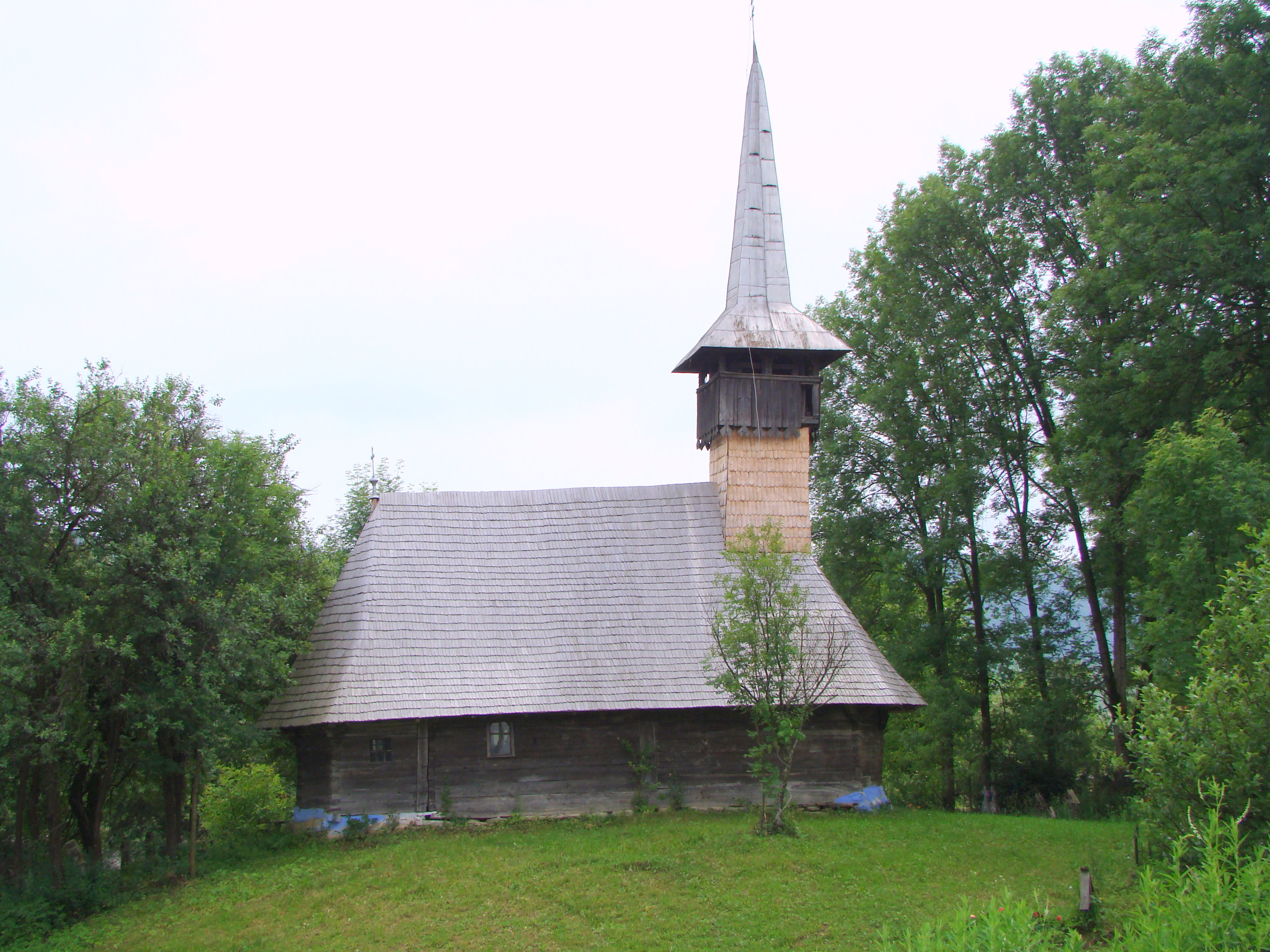
Biserica de lemn "Sf. Arhangheli" din Dobricul Lăpușului
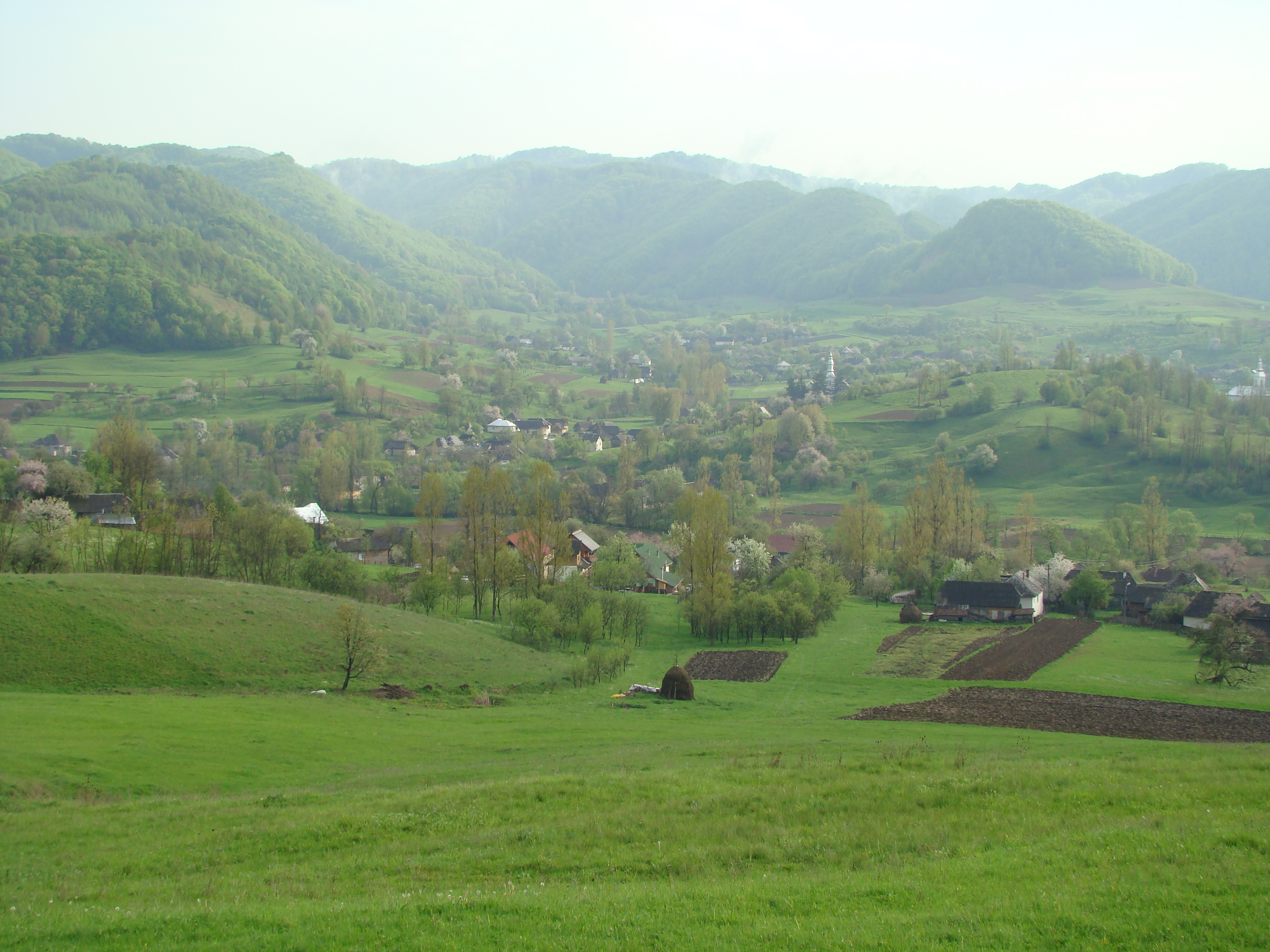
Satul Rohia
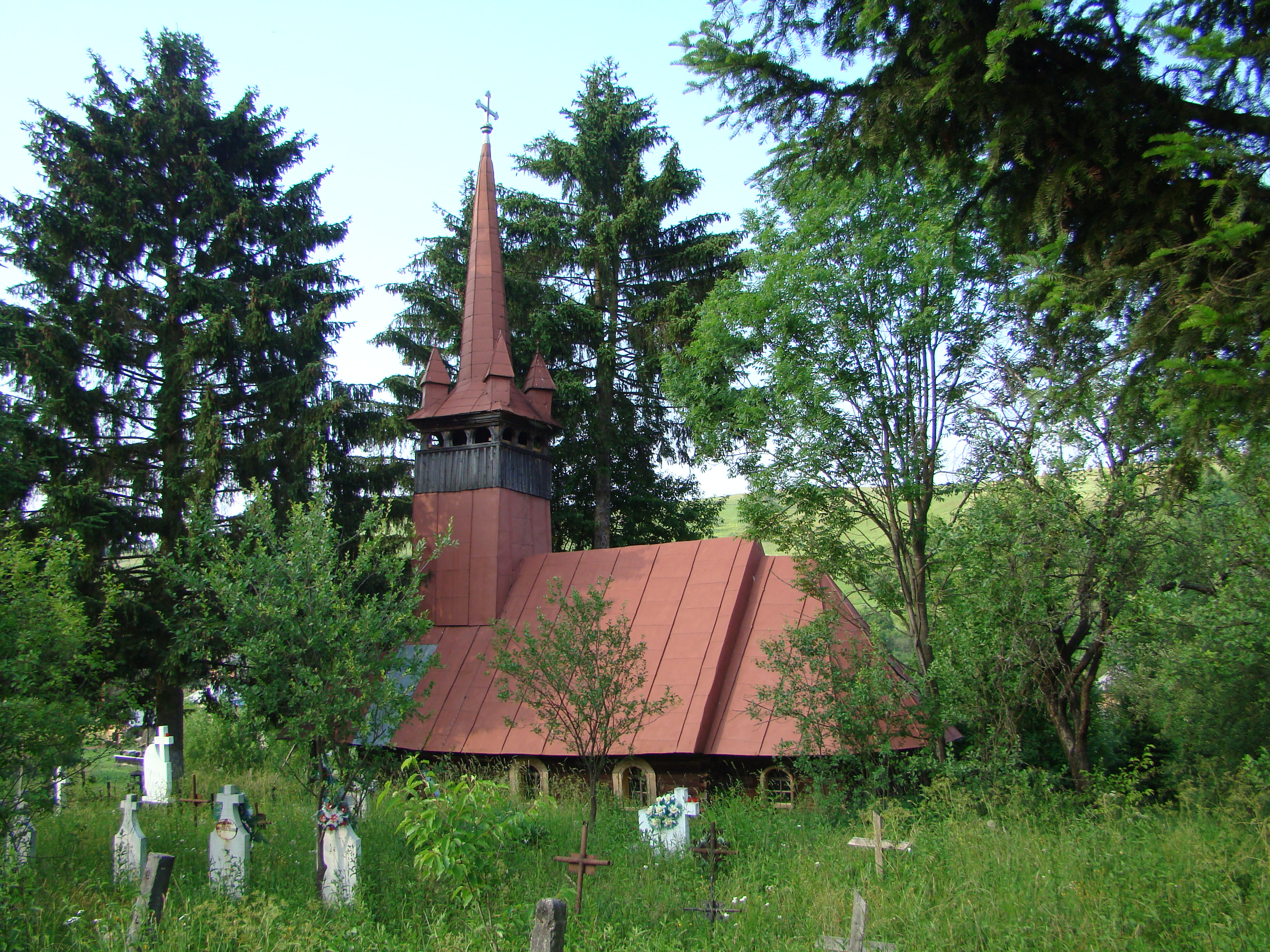
Biserica de lemn din Dumbrava
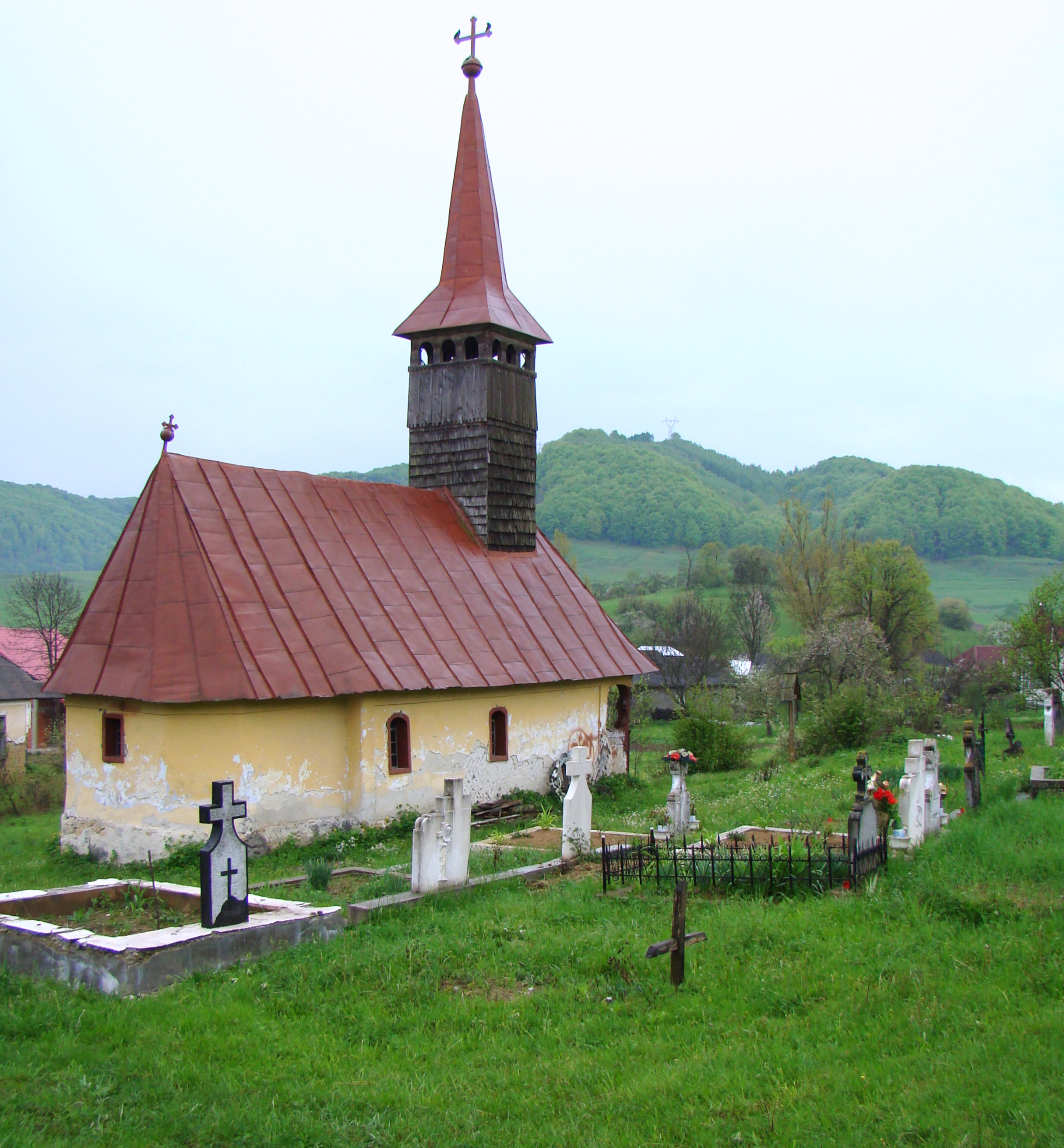
Biserica de lemn din Fântânele
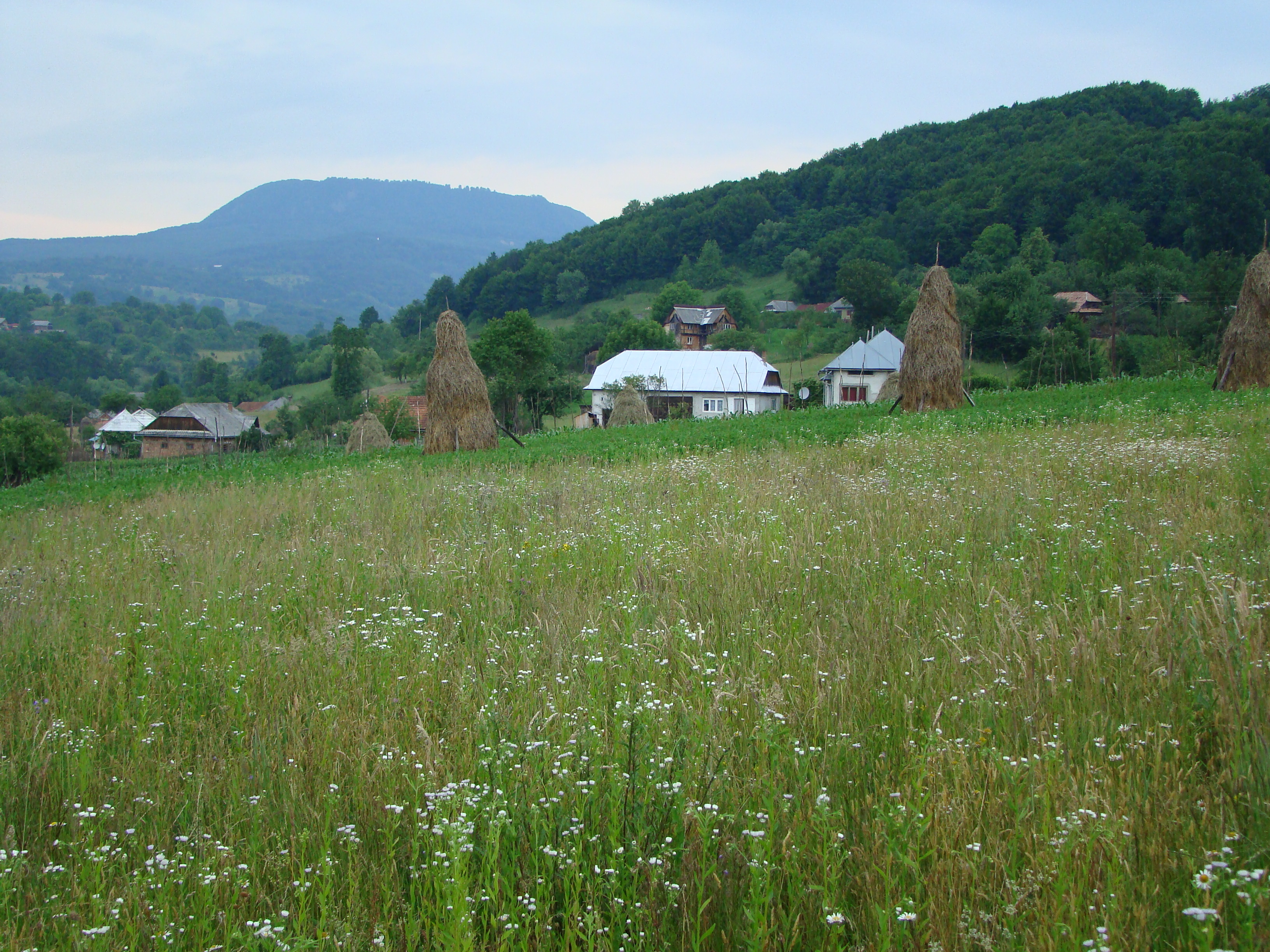
Satul Stoiceni
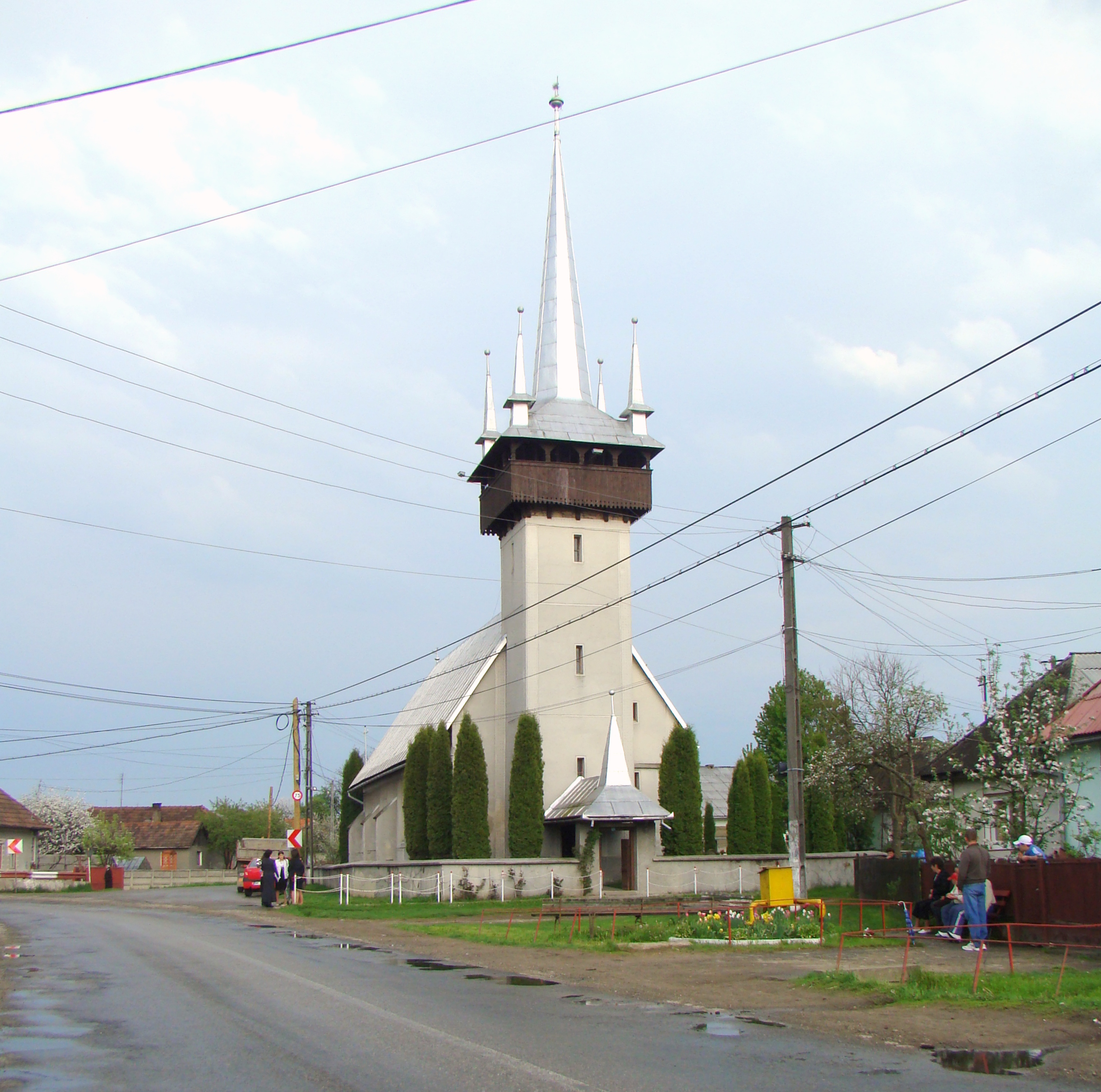
Biserica reformată din Dămăcușeni
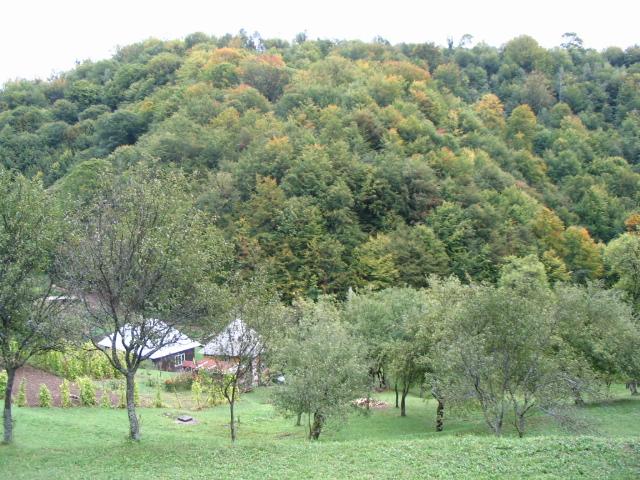
Satul Groape
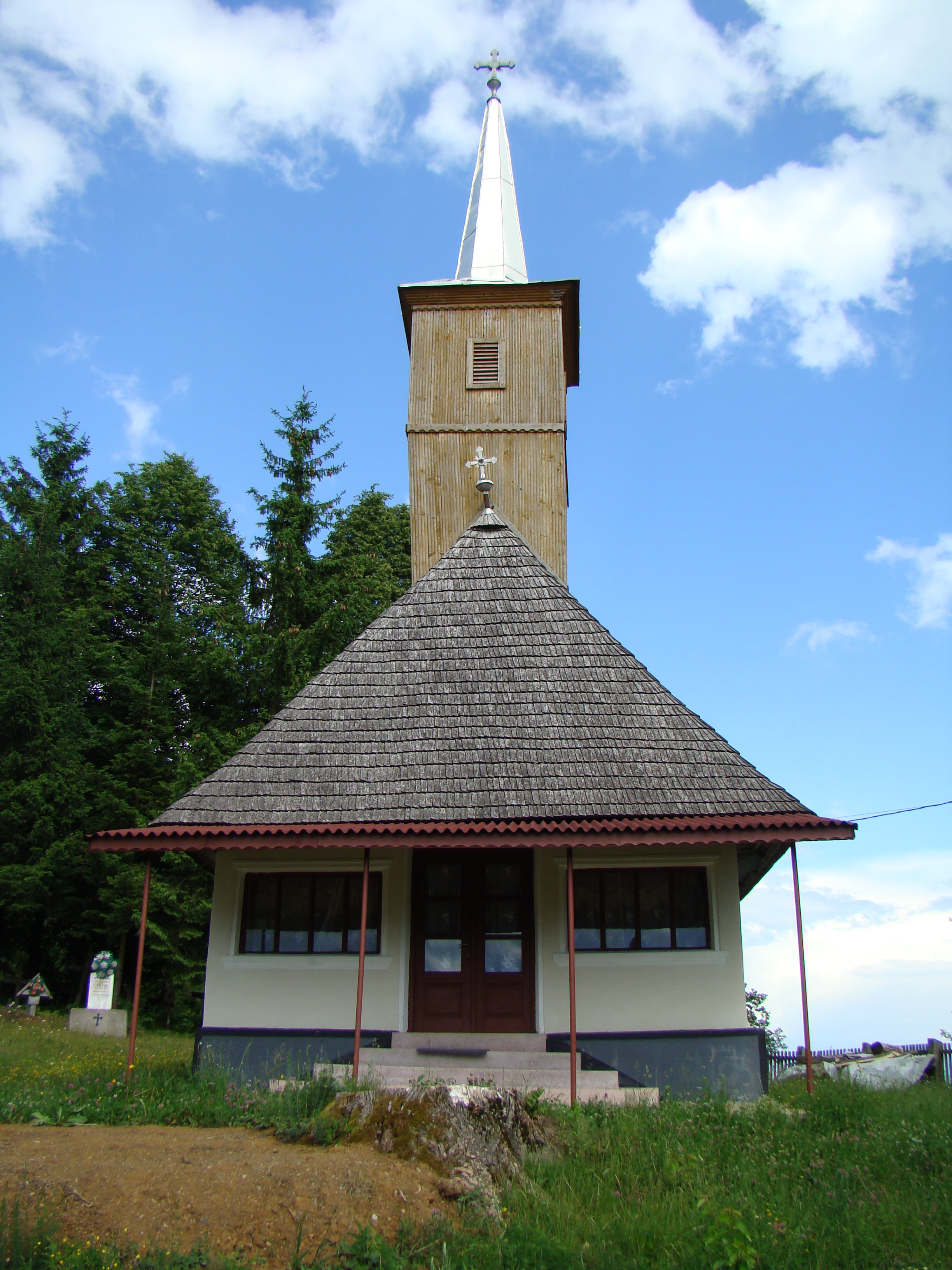
Biserica de lemn din Groape
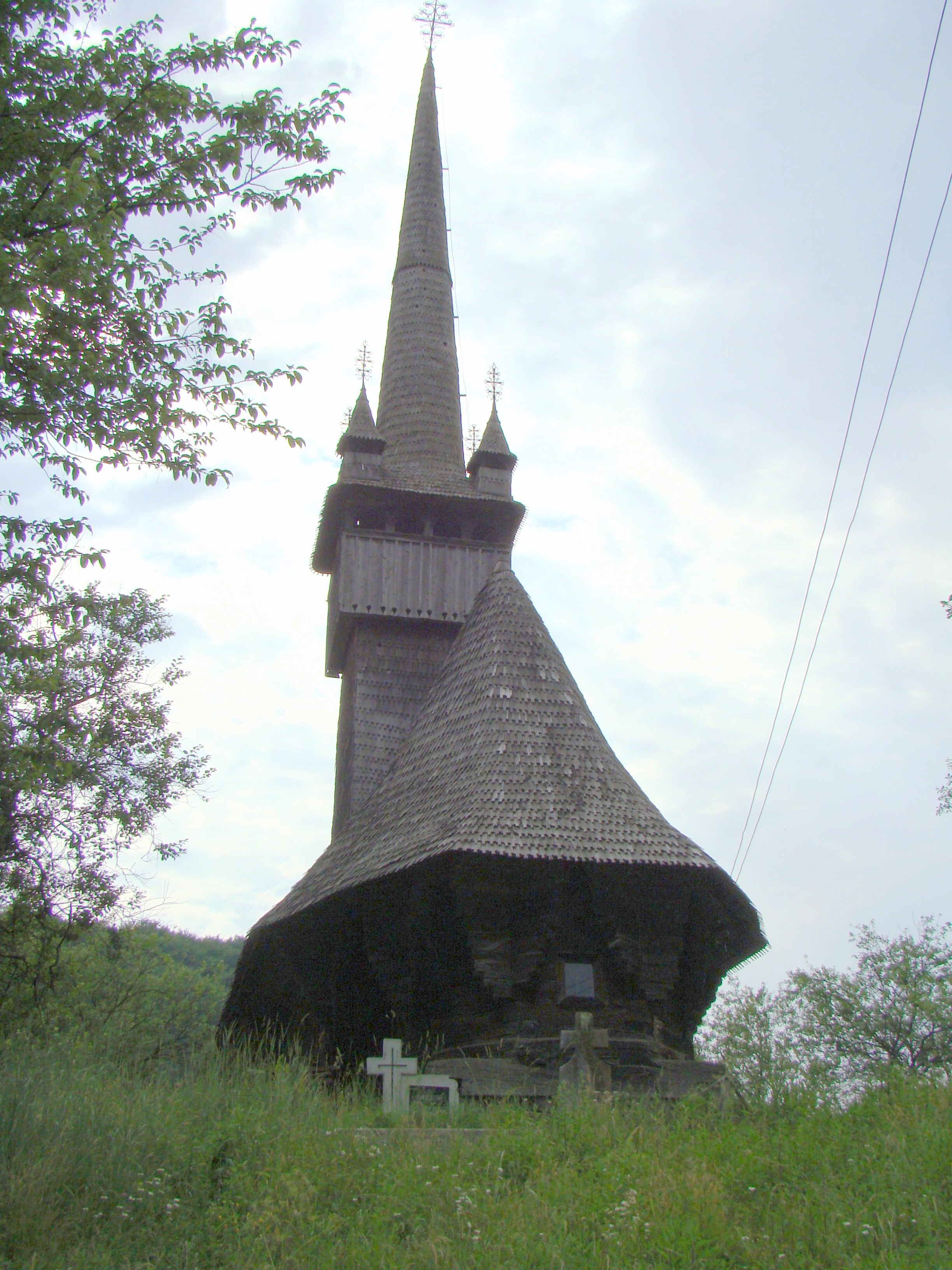
Biserica de lemn din Inău
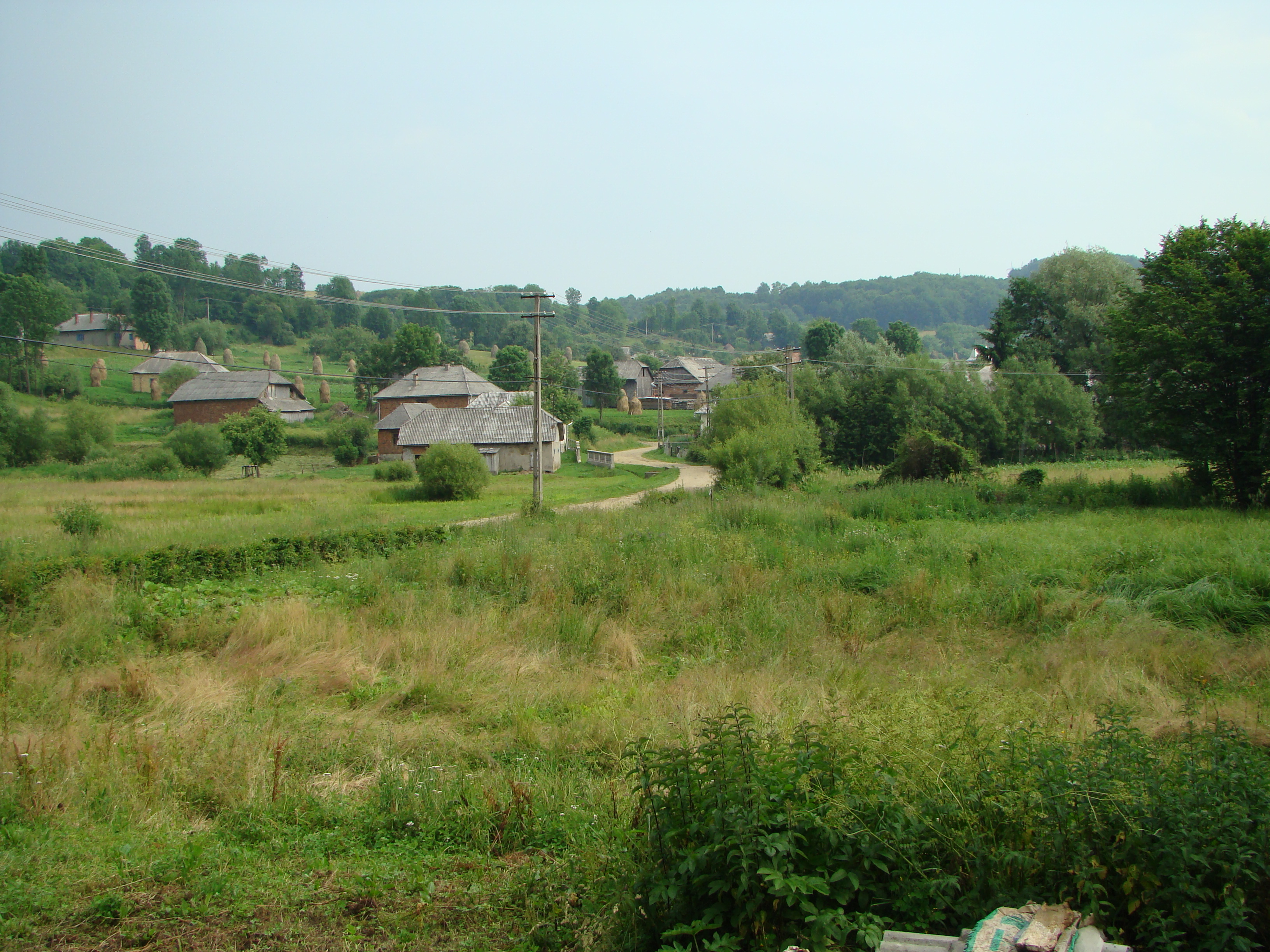
Satul Inău
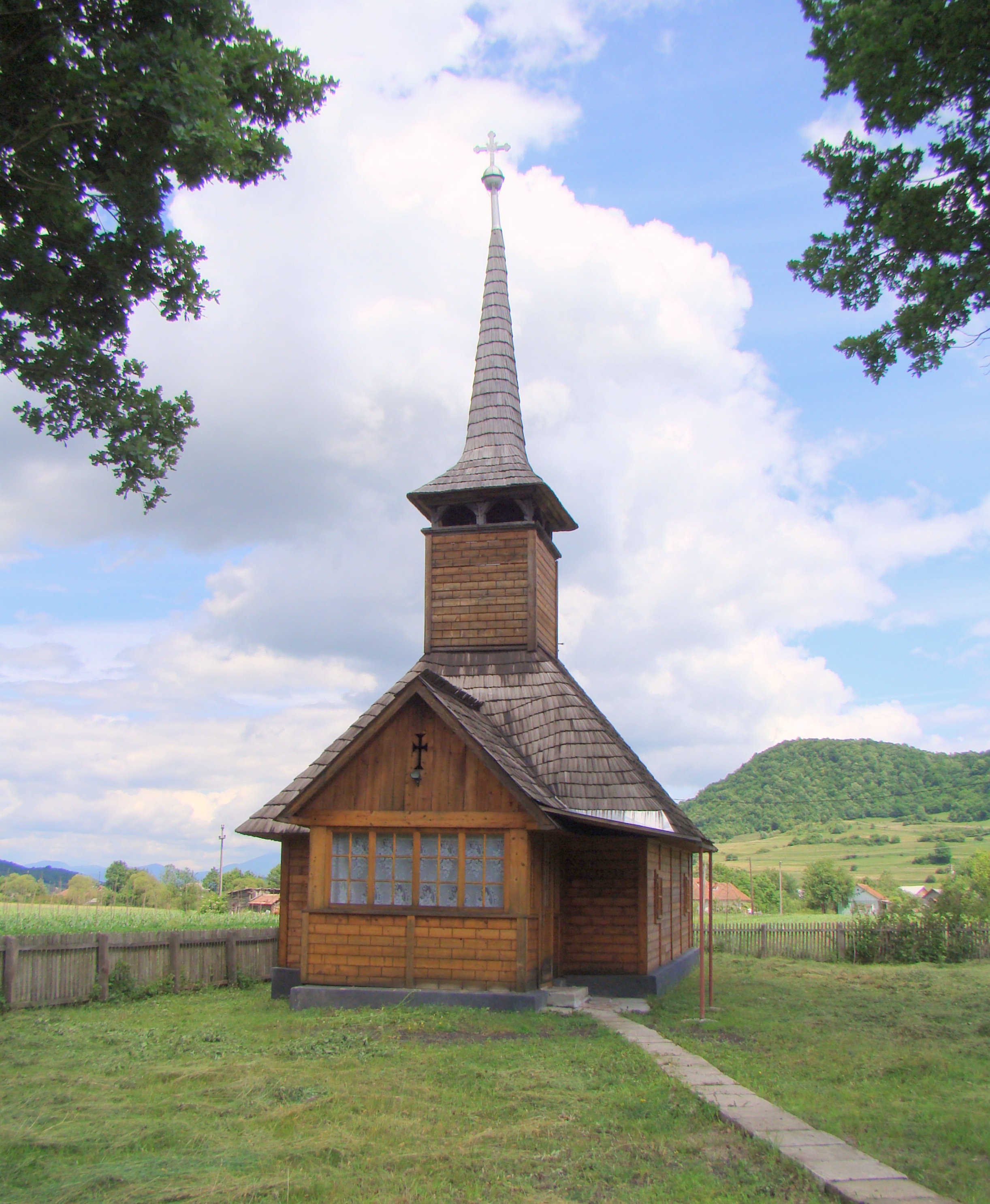
Biserica de lemn "Sf. Dumitru" din Răzoare
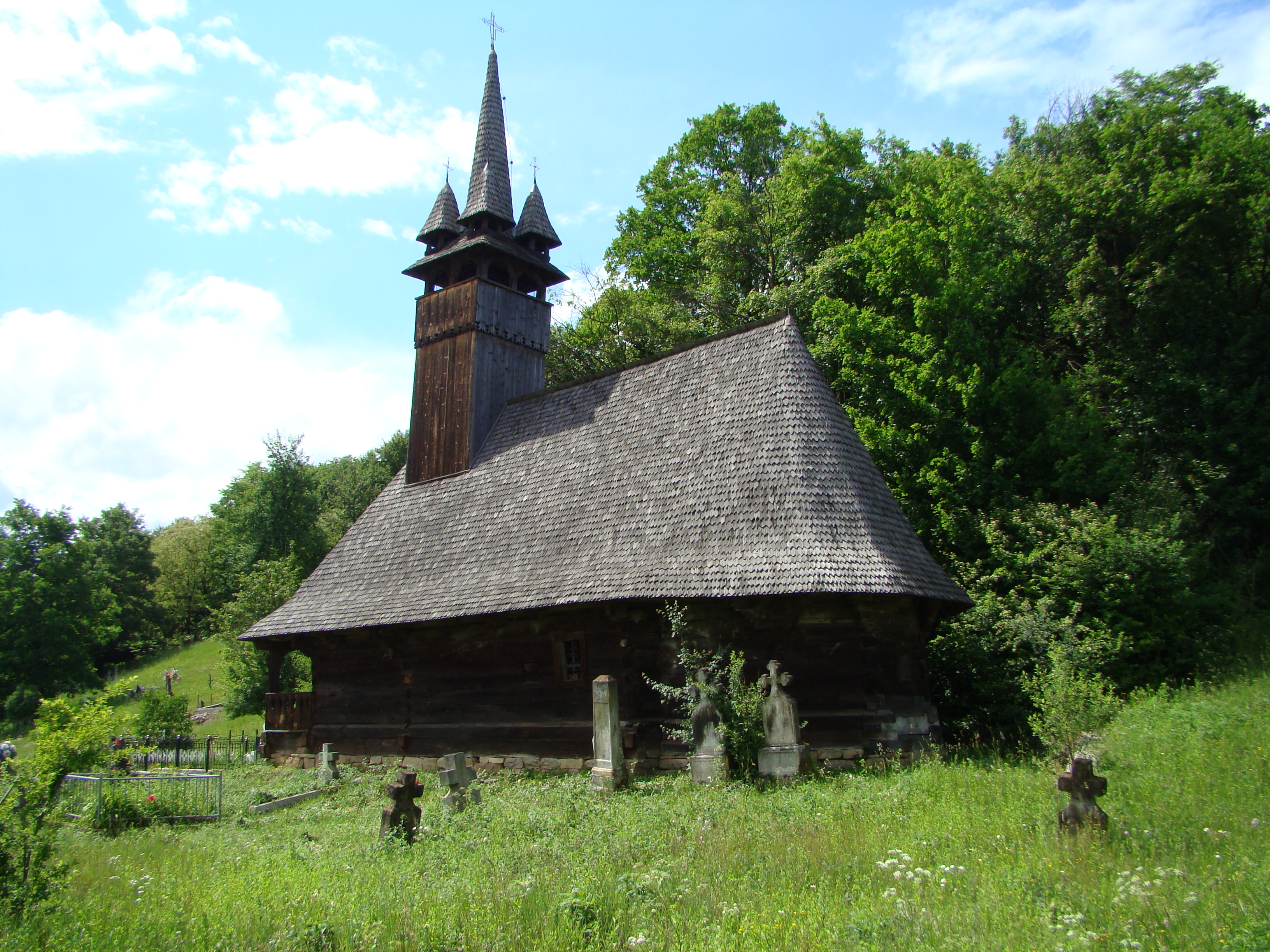
Biserica de lemn "Sf. Arhangheli" din Răzoare